# Сирдар'я
Сирдар'я (кирг. Сырдарыя, Sırdarıya, тадж. Сирдарё, узб. Sirdaryo, Сирдарё, каз. Syrdarııa, Сырдария) — річка в Центральної Азії, найбільша за довжиною і друга за водністю (після Амудар'ї).
За античної доби мала назву Яксарт (дав.-гр. Ἰαξάρτης, Яксартос).

## Опис
Утворюється при злитті Нарина і Карадар'ї у східній частині Ферганської долини. Стік Сирдар'ї формується в гірській частині басейну. Живлення переважно снігове, в меншій мірі льодовикове і дощове. Впадає в Північне (Мале) Аральське море.
При виході з Ферганської долини річка перетинає Фархадські гори і далі тече по великій, місцями заболоченій заплаві шириною 14,7 км через Голодний степ.
У середній течії (від Фархадських гір до Шардаринського водосховища) в Сирдар'ю впадають річки Ангрен (Ахангаран), Чирчик і Келес. Від Фархадського гідровузла починається Південно-Голодностепський канал.
У нижній течії Сирдар'я протікає по східній і північній околицях пісків Кизилкум; річище річки тут звивисте і нестійке, у зимово-весняний період нерідкі повені. Остання притока — Арись. У пониззі річки на ділянці від міста Туркестан до райцентру Жосали є велика заплава (завширшки 10-50 км, завдовжки близько 400 км), пронизана безліччю проток, місцями заросла очеретом і тугаями, широко використовувана для сільського господарства (рисівник, баштанництво, овочівництво, місцями садівництво). У гирлі Сирдар'я утворює дельту (в районі міста Казалінськ) з численними протоками, озерами і болотами, використовувану для баштанництва.
Сирдар'я раніше впадала в Аральське море, нині, внаслідок катастрофічного зниження його рівня і розпаду моря на дві частини (в 1989 році), річка впадає в північну частину моря (так зване «Мале море»). Води Сирдар'ї значною мірою розбираються на господарські потреби, в зв'язку з цим нинішній об'єм стоку в гирлі знизився більш ніж в 10 разів (з 400 м³/с до 30 м³/с) у порівнянні з умовно-природним періодом (до 1960 року).
На 11-му кілометрі дериваційного каналу, що відходить від водосховища на Сирдар'ї, розташовується Фархадська ГЕС (архітектор Йосип Каракіс). На річці створено Кайраккумське водосховище (4,2 км³, Таджикистан) і Чардаринське (5,7 км³, Казахстан). З метою регулювання весняних паводків і скидів води з Токтогульської ГЕС, Казахстан побудував в Туркестанській області Коксарайське водосховище, інакше — Коксарайський контррегулятор, (довжина греблі 45 км) об'ємом в 3 мільярди кубометрів, яке вперше було заповнене навесні 2010 року. Повністю будівництво було закінчено в грудні 2011 р, але вже навесні 2011 р в водосховище Коксарай було акумульовано 2 млрд м.³ У 2012 році планувалося набрати повний об'єм..
На річці розташовані міста Худжанд, Бекабад, Сирдар'я, Шардара, Кизилорда, Казалінськ.
Від Сирдар'ї відгалужуються численні канали (Великий Ферганський канал, Південний Ферганський канал, Північний Ферганський канал, Кизилкумський канал, Великий Андижанський канал, Андижансай, Савай, канал ім. Ахунбабаєва, Південно-Голодностепський канал) та колектори (Карагугон, Північно-Вагдадський колектор)